# Compuesto heterocíclico
Los compuestos heterocíclicos son compuestos químicos cíclicos en los cuales los átomos miembros del ciclo pertenecen a dos o más elementos distintos. Dentro de la química orgánica los compuestos heterocíclicos están formados por átomos de carbono y de otro elemento al menos. Estos átomos que no son de carbono reciben el nombre de heteroátomos y son, principalmente, de nitrógeno, oxígeno y azufre. 

## Clasificación
Tomando como criterio de clasificación la cantidad de insaturaciones de los ciclos; los heterociclos pueden ser saturados o insaturados. Los heterocíclicos insaturados pueden ser aromáticos o no aromáticos.

|             | Saturados                                                    |
|             |                                                              |
| Insaturados | \| \| No aromáticos \| \| \| \| \| \| Aromáticos \| \| \| \| |
|             | \| \| No aromáticos \| \| \| \| \| \| Aromáticos \| \| \| \| |
|             | No aromáticos                                                |
|             |                                                              |
|             | Aromáticos                                                   |
|             |                                                              |

|  | No aromáticos |
|  |               |
|  | Aromáticos    |
|  |               |

## Nomenclatura y principales compuestos heterocíclicos
Los heterociclos de 3 a 10 eslabones son nombrados mediante el sistema ampliado de Hantzsch-Widman; el cual, fue adoptado por la IUPAC como sistema recomendado de nomenclatura desde 1957.
|                          | Heterociclos saturados  | Heterociclos saturados  | Heterociclos saturados  | Heterociclos completamente insaturados | Heterociclos completamente insaturados | Heterociclos completamente insaturados | Heterociclos completamente insaturados |
| Heteroátomo              | Nitrógeno               | Oxígeno                 | Azufre                  | Nitrógeno                              | Oxígeno                                | Azufre                                 |                                        |
| Ciclos de 3 componentes  | Ciclos de 3 componentes | Ciclos de 3 componentes | Ciclos de 3 componentes | Ciclos de 3 componentes                | Ciclos de 3 componentes                | Ciclos de 3 componentes                |                                        |
| ------------------------ | ----------------------- | ----------------------- | ----------------------- | -------------------------------------- | -------------------------------------- | -------------------------------------- | -------------------------------------- |
| Nombre IUPAC             | Aziridina               | Oxirano                 | Tiirano                 | Azirina                                | Oxireno                                | Tiireno                                |                                        |
| Nombre común             | etilenamina             | óxido de etileno        | sulfuro de etileno      | -                                      | óxido de acetileno                     | sulfuro de acetileno                   |                                        |
| Estructura               |                         |                         |                         |                                        |                                        |                                        |                                        |
| Ciclos de 4 componentes  |                         |                         |                         |                                        |                                        |                                        |                                        |
| Nombre IUPAC             | Azetidina               | Oxetano                 | Tietano                 | Azeto                                  | Oxetonio                               | Tietonio                               |                                        |
| Estructura               |                         |                         |                         |                                        |                                        |                                        |                                        |
| Ciclos de 5 componentes  |                         |                         |                         |                                        |                                        |                                        |                                        |
| Nombre IUPAC             | Azolidina               | Oxolano                 | Tiolano                 | Azol                                   | Oxol                                   | Tiol                                   |                                        |
| Nombre común             | Pirrolidina             | Tetrahidrofurano        | Tetrahidrotiofeno       | Pirrol                                 | Furano                                 | Tiofeno                                |                                        |
| Estructura               |                         |                         |                         |                                        |                                        |                                        |                                        |
| Ciclos de 6 componentes  |                         |                         |                         |                                        |                                        |                                        |                                        |
| Nombre IUPAC             | Azinano                 | Oxano                   | Tiano                   | Azina                                  | Pirano                                 | Tiopirano                              |                                        |
| Nombre común             | Piperidina              | Tetrahidropirano        | Tetrahidrotiopirano     | Piridina                               | Pirano                                 | Tiopirano                              |                                        |
| Estructura               |                         |                         |                         |                                        |                                        |                                        |                                        |
| Ciclos de 7 componentes  |                         |                         |                         |                                        |                                        |                                        |                                        |
| Nombre IUPAC             | Azepano                 | Oxepano                 | Tiepano                 | Azepina                                | Oxepina                                | Tiepina                                |                                        |
| Estructura               |                         |                         |                         |                                        |                                        |                                        |                                        |
| Ciclos de 8 componentes  |                         |                         |                         |                                        |                                        |                                        |                                        |
| Nombre IUPAC             | Azocano                 | Oxocano                 | Tiocano                 | Azocina                                | Oxocinio                               | Tiocinio                               |                                        |
| Estructura               |                         |                         |                         |                                        |                                        |                                        |                                        |
| Ciclos de 9 componentes  |                         |                         |                         |                                        |                                        |                                        |                                        |
| Nombre IUPAC             | Azonano                 | Oxonano                 | Tionano                 | Azonina                                | Oxonina                                | Tionina                                |                                        |
| Estructura               |                         |                         |                         |                                        |                                        |                                        |                                        |
| Ciclos de 10 componentes |                         |                         |                         |                                        |                                        |                                        |                                        |
| Nombre IUPAC             | Azecano                 | Oxecano                 | Tiecano                 | Azecina                                | Oxecinio                               | Tiecinio                               |                                        |
| Estructura               |                         |                         |                         |                                        |                                        |                                        |                                        |

También son de gran importancia otros heterociclos que se encuentran ampliamente distribuidos. Estos incluyen compuestos que contienen varios heteroátomos, así como aquellos que consisten en sistemas de anillos polinucleares. Los sistemas parentales más destacados son los heterociclos insaturados de cinco y de seis miembros:

Pirazol
Imidazol
Benzimidazol
Indol
Carbazol
Oxazol
Isoxazol
Tiazol
Isotiazol
Piridazina
Pirimidina
Pirazina
1,4-Tiazina
Quinolina
Isoquinolina
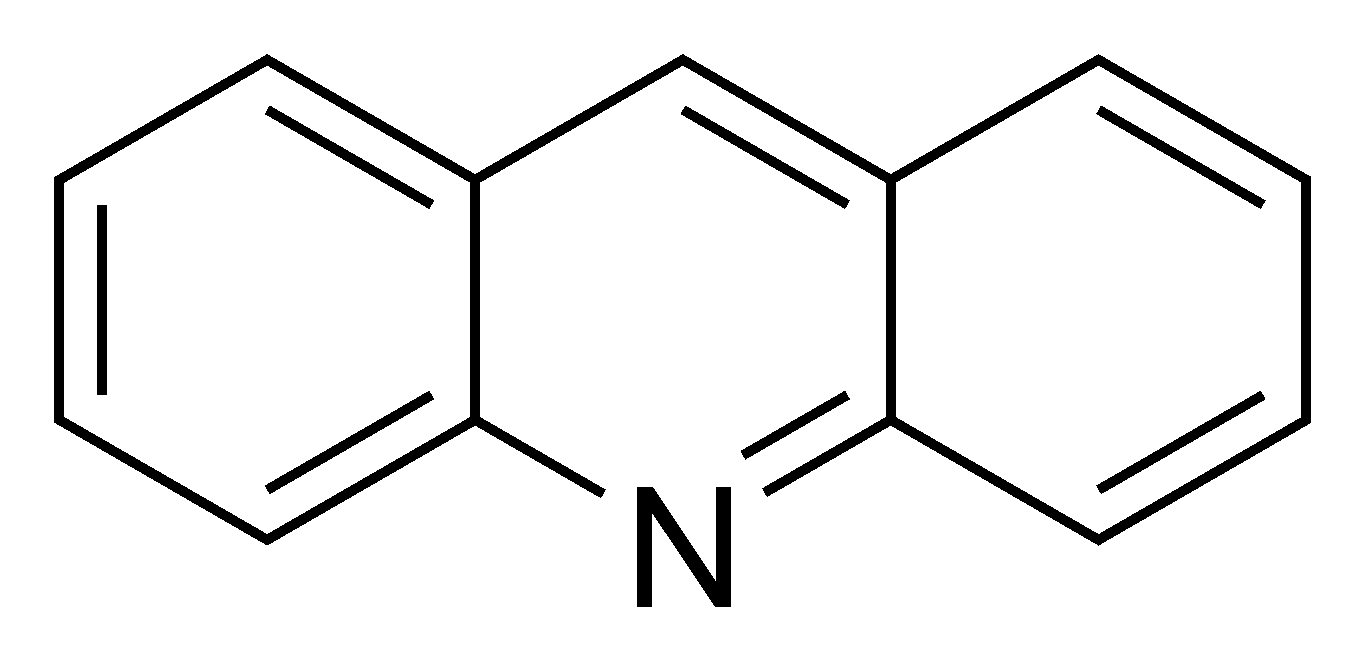
Acridina
Fenantridina
Cinolina
Ftalazina
Purina

Además, se conservan también nombres vulgares en algunos derivados saturados de estos heterocilos:

Piperidina
Piperazina
Morfolina
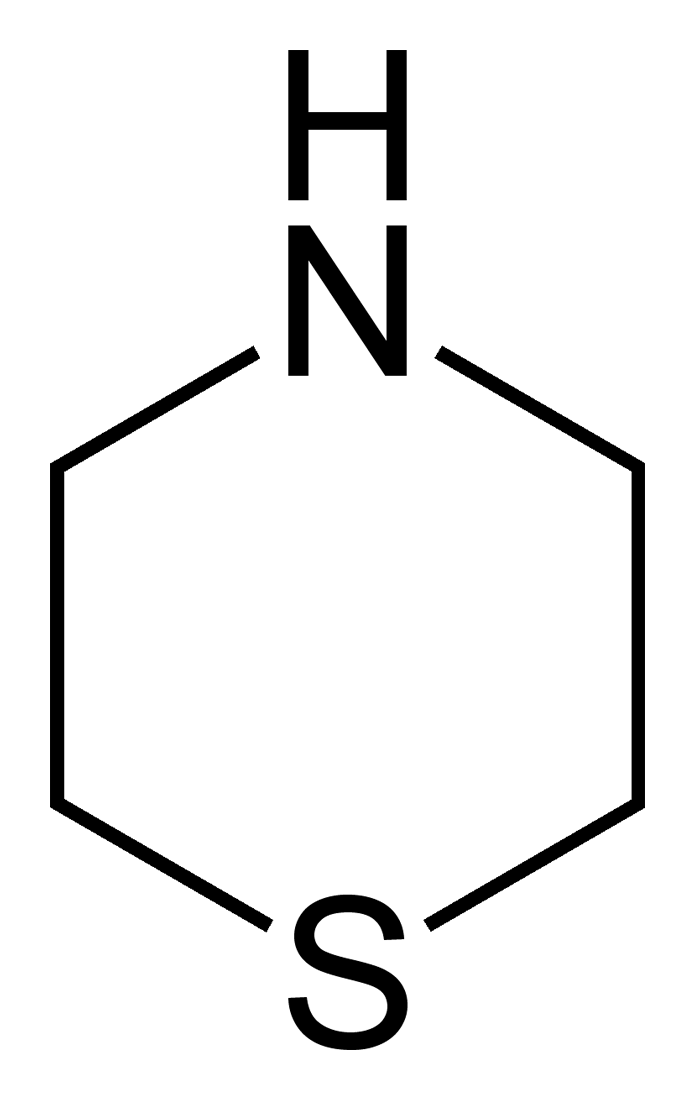
Tiomorfolina
Dioxano
Pirrolidina
Imidazolina
Imidazolidina
Pirazolidina
Indolina
Tetrahidroquinolina